# Purnia
Purnia är en stad i den indiska delstaten Bihar och är centralort i ett distrikt med samma namn. Folkmängden uppgick till cirka 280 000 invånare vid folkräkningen 2011. Storstadsområdet beräknades ha cirka 440 000 invånare 2018.